# Stork Ridge
Stork Ridge är en bergstopp i Antarktis. Den ligger i Västantarktis. Argentina, Chile och Storbritannien gör anspråk på området. Toppen på Stork Ridge är 420 meter över havet, eller 178 meter över den omgivande terrängen. Bredden vid basen är 5,6 km. Stork Ridge ingår i Princess Royal Range.
Terrängen runt Stork Ridge är kuperad norrut, men söderut är den platt. Havet är nära Stork Ridge åt sydväst. Trakten är glest befolkad. Närmaste befolkade plats är Rothera Research Station, 5,8 kilometer sydost om Stork Ridge.